# Schottisches Parlament
Das schottische Parlament (englisch The Scottish Parliament; schottisch-gälisch Pàrlamaid na h-Alba – Parlament Schottlands; Scots The Scots Pairlament) übernimmt die Aufgaben der schottischen Legislative.
Das ursprüngliche Parlament Schottlands (englisch Parliament of Scotland) wurde 1707 im Rahmen des Act of Union mit dem englischen Parlament zum britischen Parlament zusammengelegt. Bereits beim Referendum in Schottland 1979 war eine knappe Mehrheit für eine Einrichtung erreicht worden. Erst 1998 wurde aber nach einem zweiten Referendum durch den Scotland Act die Grundlage für ein teilweise eigenständiges schottisches Parlament getroffen. Das neu gewählte Parlament konstituierte sich erstmals am 12. Mai 1999. Die Befugnisse des Parlaments wurden seitdem unter anderem durch die Scotland Acts von 2012 und 2016 mehrfach verändert.

## Befugnisse
Das schottische Parlament hat die Entscheidungsgewalt in den Bereichen, die ihm vom britischen Parlament übertragen wurden, darunter Bildung, Gesundheit und Soziales, Landwirtschaft, Wohnungswesen, Umwelt, Verbraucherschutz, Tourismus, Justiz und Polizei, Kommunalverwaltung, Wahlen zur Kommunalverwaltung und zum schottischen Parlament. In diesen Bereichen kann das Parlament Gesetze erlassen und hat einen begrenzten Spielraum bei der Festlegung von Steuersätzen. Zudem ist die schottische Exekutive dem Parlament gegenüber rechenschaftspflichtig. Andere Aufgaben, wie der gesamte Bereich der Außenpolitik, werden weiterhin vom britischen Parlament wahrgenommen.
Die Gesetzgebungsbefugnisse des schottischen Parlaments wurden seit 1999 mehrfach geändert. Mit dem Scotland Act 2012 und dem Scotland Act 2016 wurden die Befugnisse des schottischen Parlaments insbesondere in den Bereichen Steuern und Soziales erweitert. Die jüngste Änderung, der United Kingdom Internal Market Act 2020, hat zur Folge, dass die Befugnisse Schottlands, wirtschaftliche oder soziale Entscheidungen zu treffen, die sich von denen des britischen Parlaments unterscheiden, eingeschränkt werden.

## Wahlsystem
Das Wahlalter liegt seit 2015 bei 16 Jahren. Die schottischen Parlamentswahlen waren die ersten im Vereinigten Königreich, bei denen die Sitze nach dem Verhältniswahlrecht vergeben wurden. Vergleichbar mit dem deutschen Wahlsystem hat jeder Wähler zwei Stimmen. Die verteilt er auf einen Direktkandidaten in seinem Wahlkreis und eine Partei. Von den 129 Sitzen werden 73 nach dem Mehrheitswahlrecht an den Sieger eines Wahlkreises vergeben. Die restlichen 56 werden über das Verhältniswahlrecht aus den acht verschiedenen Wahlregionen bestimmt. Jede Region entsendet dabei sieben Abgeordnete von den Regionallisten der angetretenen Parteien. Kommt es durch dieses System zu Überhangmandaten, so wird die Sitzanzahl anderer Parteien in der Region gekürzt, um die Anzahl der Abgeordneten konstant zu halten.
Die acht Wahlregionen sind:
- Central Scotland
- Glasgow
- Highlands and Islands
- Lothian
- Mid Scotland and Fife
- North East Scotland
- South Scotland
- West Scotland

Es gibt 131 Sitze im Plenarsaal. Von den insgesamt 131 Sitzen sind 129 von den gewählten Abgeordneten des Parlaments besetzt, und zwei sind Sitze für die schottischen Justizbeamten, den Lord Advocate und den Solicitor General for Scotland, die keine gewählten Mitglieder des Parlaments, sondern Mitglieder der schottischen Regierung sind. Daher können die Justizbeamten an den Plenarsitzungen des Parlaments teilnehmen und sprechen, jedoch nicht abstimmen.
Alle Abgeordneten wählen einen Presiding Officer, vergleichbar mit dem deutschen Bundestagspräsidenten. Seit Mai 2021 bekleidet Alison Johnstone diesen Posten.
Außerdem wählt das Parlament den First Minister, der an der Spitze der Exekutive steht. First Minister ist seit Mai 2024 John Swinney. Das Parlament bestätigt ferner durch Abstimmung die vom First Minister ausgewählten Mitglieder des Kabinetts.

## Parlamentsgebäude
Seit September 2004 ist der Sitz des Parlaments im neuen Parlamentsgebäude in Holyrood, einem Stadtteil von Edinburgh, direkt gegenüber von Holyrood Palace, der offiziellen Residenz des Königs in Schottland. Der Entwurf stammt vom katalanischen Architekten Enric Miralles. Es wird durch sein markantes Dach in Form eines umgedrehten Schiffes geprägt. Eröffnet wurde es am 9. Oktober 2004 von Königin Elisabeth II.
In der Zeit vor der Fertigstellung tagte das Parlament in der General Assembly Hall der Church of Scotland in Edinburgh. Offizielle Medientermine wurden meist im benachbarten Hof der zur Universität Edinburgh gehörenden Theologieschule abgehalten. Heute werden solche Veranstaltungen im Gartenbereich des neuen Parlamentsgebäudes abgehalten. Es wird behauptet, dies sei der Ort, an dem sich die echte Politik abspiele.
Mitte Oktober 2005 gewann der Parlamentsneubau den Stirling Prize, den renommierten Architekturpreis des Royal Institute of British Architects. Dieser jährlich verliehene Preis gilt als die höchste Auszeichnung für zeitgenössische britische Architektur.

## Geschichte
Bis zum Act of Union 1707 war das schottische Parlament mit Sitz in Parliament House (Edinburgh) die Legislative des unabhängigen Staates Schottland, dessen Monarch seit 1603 auch König Englands war. In den Verhandlungen zur Vereinigung mit England wollten die Schotten die Einrichtung eines schottischen Regionalparlaments durchsetzen. Die Engländer lehnten dies jedoch ab. In den nächsten 292 Jahren blieb Schottland ohne eigenes Parlament, obwohl zahlreiche Vorschläge für ein Regionalparlament gemacht wurden.
Seit den späten 1960ern kam es zu einem erneuten Aufflammen des schottischen Nationalgefühls. Ausgelöst wurde dies durch Ölfunde in der Nordsee. Schottische Nationalisten waren der Ansicht, dass Schottland nicht im ausreichenden Maße von den Ölgeldern profitieren würde.
1979 wurde im devolution referendum in Scotland über die Errichtung eines Regionalparlaments abgestimmt. Zwar stimmte eine knappe Mehrheit von 51 % der Wahlteilnehmer für das Referendum (Wahlbeteiligung 63 %), die erforderliche Anzahl von Ja-Stimmen von 40 % aller Wahlberechtigten wurde aber verfehlt. Daher scheiterte das Referendum, was von Anhängern mit der Kampagne Scotland said “yes” kritisiert wurde.

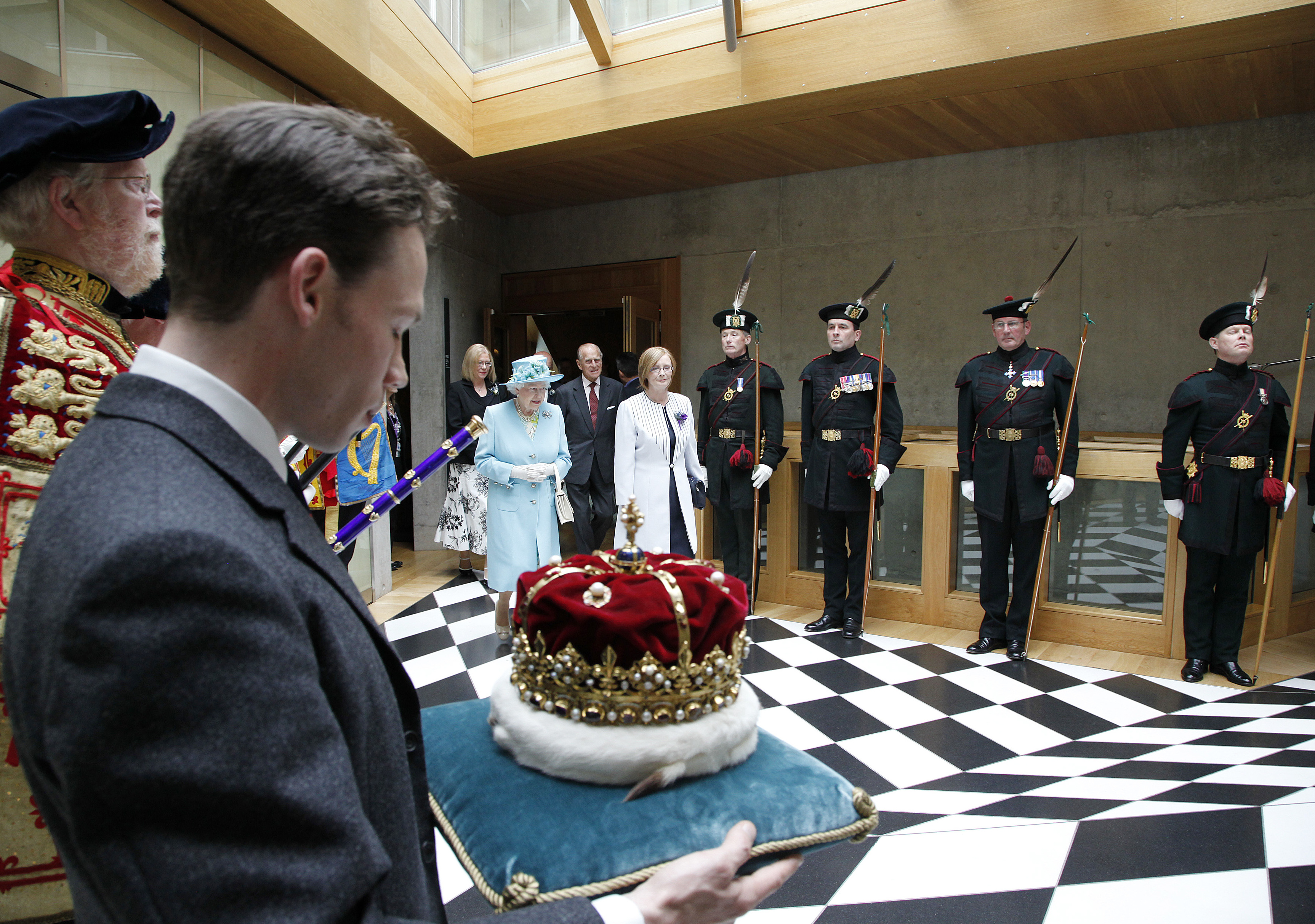
Parlamentseröffnung 2011 in Anwesenheit Elisabeths II.

In den 1980er und 1990er Jahren stieg der Wunsch nach einer teilweisen Unabhängigkeit unter den konservativen Regierungen von Margaret Thatcher und John Major weiter an. Dies lässt sich durch die geringe Anzahl an schottischen Abgeordneten in der konservativen Partei und den damit verbundenen schwachen Einfluss auf die Regierung erklären. 1997 gewann die Labour Party mit Tony Blair die Wahl. Da Labour die Dezentralisierung unterstützte, wurde im September 1997 ein Referendum abgehalten, das eine breite Mehrheit von 74 % (bei einer Wahlbeteiligung von 60 %) für ein Regionalparlament brachte. Nach der Wahl vom 6. Mai 1999 fand am 12. Mai 1999 die konstituierende Plenarsitzung statt; nach der Eidesleistung aller Abgeordneter machte Winnie Ewing (Highlands and Islands, Scottish National Party), der als lebensältestem Mitglied des Parlaments die Sitzungsleitung vor der Wahl des Presiding Officers oblag, folgende Bemerkung:

„The Scottish Parliament, which adjourned
on 25 March 1707, is hereby reconvened.“

„Das schottische Parlament, das sich am 25. März 1707 vertagte, ist hiermit wieder zusammengetreten.“

Dem neuen Parlament wurden vom britischen Parlament am 1. Juli 1999 seine neuen Rechte übertragen. Bei der Eröffnung sang Sheena Wellington Robert Burns A Man’s a Man for A’ That, was in Deutschland als Trotz alledem übersetzt und bekannt wurde. Der anwesenden Königin Elisabeth II. wurde die Schottische Königskrone vorausgetragen, was seither bei den Parlamentseröffnungen zu Beginn jeder Legislaturperiode geschieht.
Die Parlamentswahl 2015 wurde mit dem Fixed-term Parliaments Act 2011 vom Mai 2015 auf Mai 2016 verschoben, da die britische Regierung für das britische Unterhaus eine fünfjährige Legislaturperiode eingeführt hatte und dadurch die britischen Unterhauswahlen 2015 stattfanden.
Am 2. Oktober 2021 wurde nach den Wahlen vom Mai 2021 die 6. Sitzungsperiode des Parlaments wiederum feierlich durch Elisabeth II eröffnet.
An der Sitzung des Parlaments aus Anlass seines 25. Jubiläums am 28. September 2024 nahmen König Charles III und Königin Camilla teil.

### Bisherige Wahlen
| Partei | Partei                                 | 1999   | 1999 | 2003   | 2003 | 2007   | 2007 | 2011   | 2011 | 2016   | 2016 | 2021   | 2021 |
| ------ | -------------------------------------- | ------ | ---- | ------ | ---- | ------ | ---- | ------ | ---- | ------ | ---- | ------ | ---- |
|        | Scottish National Party                | 27,3 % | 035  | 20,9 % | 027  | 31,0 % | 047  | 44,0 % | 069  | 41,7 % | 063  | 40,3 % | 064  |
|        | Scottish Conservative & Unionist Party | 15,4 % | 018  | 15,5 % | 018  | 13,9 % | 017  | 12,4 % | 015  | 22,9 % | 031  | 23,5 % | 031  |
|        | Scottish Labour Party                  | 33,6 % | 056  | 29,3 % | 050  | 29,2 % | 046  | 26,3 % | 037  | 19,1 % | 024  | 17,9 % | 022  |
|        | Scottish Green Party                   | 03,6 % | 001  | 06,9 % | 007  | 04,0 % | 002  | 04,4 % | 002  | 06,6 % | 006  | 08,1 % | 008  |
|        | Scottish Liberal Democrats             | 12,4 % | 017  | 11,8 % | 017  | 11,3 % | 016  | 05,2 % | 005  | 05,2 % | 005  | 05,1 % | 004  |
|        | Alba Party                             | –      | –    | –      | –    | –      | –    | –      | –    | –      | –    | 01,7 % | –    |
|        | All For Unity                          | –      | –    | –      | –    | –      | –    | –      | –    | –      | –    | 00,9 % | –    |
|        | Scottish Family Party                  | –      | –    | –      | –    | –      | –    | –      | –    | –      | –    | 00,6 % | –    |
|        | Independent Green Voice                | –      | –    | –      | –    | 00,0 % | –    | –      | –    | –      | –    | 00,4 % | –    |
|        | Abolish the Scottish Parliament Party  | –      | –    | –      | –    | –      | –    | –      | –    | –      | –    | 00,3 % | –    |
|        | Freedom Alliance                       | –      | –    | –      | –    | –      | –    | –      | –    | –      | –    | 00,2 % | –    |
|        | Reform UK                              | –      | –    | –      | –    | –      | –    | –      | –    | –      | –    | 00,2 % | –    |
|        | Libertarian                            | –      | –    | –      | –    | –      | –    | –      | –    | 00,1 % | –    | 00,2 % | –    |
|        | UKIP                                   | –      | –    | –      | –    | 00,4 % | –    | 00,9 % | –    | 02,0 % | –    | 00,1 % | –    |
|        | Solidarity                             | –      | –    | –      | –    | 01,5 % | –    | 00,1 % | –    | 00,6 % | –    | –      | –    |
|        | Scottish Christian Party               | –      | –    | –      | –    | 01,3 % | –    | 00,8 % | –    | 00,5 % | –    | –      | –    |
|        | Scottish Socialist Party               | 02,0 % | 001  | 06,7 % | 006  | 00,6 % | –    | 00,4 % | –    | –      | –    | –      | –    |
|        | Scottish Senior Citizen Unity Party    | –      | –    | 01,5 % | 001  | 01,9 % | –    | 01,7 % | –    | –      | –    | –      | –    |
|        | Socialist Labour Party                 | 02,4 % | –    | 01,1 % | –    | 00,7 % | –    | 00,9 % | –    | –      | –    | –      | –    |
|        | British National Party                 | –      | –    | 00,1 % | –    | 01,2 % | –    | 00,8 % | –    | –      | –    | –      | –    |
|        | Unabhängige                            |        | 001  |        | 003  |        | 001  |        | 001  |        | –    | 00,1 % | –    |
|        | Andere                                 | 03,3 % | –    | 06,2 % | –    | 03,0 % | –    | 02,1 % | –    | 01,3 % | –    | 00,3 % | –    |
| Gesamt | Gesamt                                 | –      | 129  | –      | 129  | –      | 129  | –      | 129  | –      | 129  | –      | 129  |

## Sitzverteilung seit 1999
| 35 | 1 | 1 | 17 | 56 | 18 |

| 27 | 7 | 6 | 1 | 3 | 17 | 50 | 18 |

| 47 | 2 | 1 | 16 | 46 | 17 |

| 69 | 2 | 1 | 5 | 37 | 15 |

| 63 | 6 | 5 | 24 | 31 |

| 64 | 8 | 4 | 22 | 31 |

Labour
Scottish National Party
Liberal Democrats
Konservative
Scottish Socialist Party
Scottish Green Party
Unabhängige
Scottish Senior Citizen Unity Party

## Presiding Officer
| Name             | Bild | Amtszeit (Beginn) | Amtszeit (Ende) | Partei vor der Amtszeit (unparteiisch während der Amtszeit) | Partei vor der Amtszeit (unparteiisch während der Amtszeit) |
| ---------------- | ---- | ----------------- | --------------- | ----------------------------------------------------------- | ----------------------------------------------------------- |
| David Steel      |      | 12. Mai 1999      | 7. Mai 2003     |                                                             | Scottish Liberal Democrats                                  |
| George Reid      |      | 7. Mai 2003       | 14. Mai 2007    |                                                             | Scottish National Party                                     |
| Alex Fergusson   |      | 14. Mai 2007      | 11. Mai 2011    |                                                             | Scottish Conservative & Unionist Party                      |
| Tricia Marwick   |      | 11. Mai 2011      | 12. Mai 2016    |                                                             | Scottish National Party                                     |
| Ken Macintosh    |      | 12. Mai 2016      | 13. Mai 2021    |                                                             | Scottish Labour Party                                       |
| Alison Johnstone |      | 13. Mai 2021      |                 |                                                             | Scottish Green Party                                        |